# ديلان توماس
ديلان توماس (بالإنجليزية: Dylan Thomas) شاعر من ويلز ولد عام 1914 كتب شعرا من أكثر الأشعار عاطفية وبلاغة وتحريا للمشاعر في الأدب الحديث . ومنذ نشر كتابه الأول القصائد الثماني عشرة عام 1934 عرفه النقاد شاعرا متميزا وأصيلا وقد أذهل القراء وسحرهم بما فيه من قوة لفظية وموسيقية وقدرة على استكشاف أعمق العواطف
هذه العواطف المتطرفة ما بين الوجد والحساسية كشفت عن استحواذ أفكار الحب والموت والدين وصوت الكلمات على توماس .
إن حب توماس للحياة بمعنويات عالية وروح الدعابة الممتلئة بالمرح والحيوية تكشفها كتاباته النثرية الخيالية والمسرحية إلى جانب أشعاره .
وكتابه لوحة فنان ككلب صغير عام 1940 مجموعة قصص عن شباب توماس في ويلز كما نشرت له مجموعة من القصص الرمزية تحت عنوان مغامرات في تجارة الجلود عام 1900 بعد وفاته كما نشرت له المجموعة القصصية لديلان توماس عام 1984 وقبل وفاته مباشرة كان توماس قد أكمل تمثيلية إذاعية بعنوان تحت غابة الحليب وقد وصفت هذه التمثيلية بأسلوب مرح لطيف يوما في حياة السكان غريبي الأطوار في قرية ويلزية .
ولد توماس في سوانسي بويلز وقد اكتسب شعبية عظيمة من خلال القراءات المذاعة لأعماله في بريطانيا والولايات المتحدة والكثير من هذه القراءات متوفر في شكل تسجيلات وأشرطة ومات توماس عام 1953 بمرض ذات الرئة تفاقم بسبب إدمانه الحاد للكحول وكان ذلك خلال جولة بالولايات المتحدة .

## الحياة والمسيرة المهنية

### نشأته
وُلد ديلان توماس في 27 أكتوبر 1914 في سوانزي، وهو ابن الخائطة فلورنس هانا (وليامز قبل الزواج، 1882-1958)، والمدرس ديفيد جون توماس (1876-1952). حصل والده على مرتبة الشرف من الدرجة الأولى في اللغة الإنجليزية من جامعة أبيريستويث، وطمح للارتقاء بمنصبة في تدريس الأدب الإنجليزي في مدرسة القواعد المحلية. كان لتوماس شقيقة واحدة، نانسي مارليس (1906-1953)، وهي تكبره بثمانية أعوام. تحدث الأطفال بالإنجليزية فقط، بينما تحدث والداهما باللغتين الإنجليزية والويلزية، وكان ديفيد توماس يعطي دروسًا باللغة الويلزية في المنزل. اختار والد توماس اسم ديلان، الذي يمكن ترجمته إلى «ابن البحر»، تيمنًا بديلان آيل دون، وهو أحد شخصيات قصة مابينوغون. مُنح اسمه الأوسط، مارليس، تكريمًا لعمه الأكبر، ويليام توماس، وهو قسيس وشاعر توحيدي كان اسمه الفني غويلم مارليس. تسبب اسم ديلان، الذي يُنطق دَل ان في الويلزية، في قلق والدته من أن يتعرض للمضايقة ويُطلق عليه لقب «دَل ون» (الممل). عندما عمل في وقت مبكر من حياته المهنية في بث شبكة ويلز بي بي سي، جرى تقديمه باستخدام هذا النطق. فضل توماس النطق الإنجليزي وأعطى تعليمات بأن اسمه يجب أن يُلفظ ديلان (/ˈdɪlən/).

اشترى والدا توماس قبل بضعة أشهر من ولادته منزلًا من الطوب الأحمر وشبه مستقل في 5 كومدونكن درايف (في المنطقة المرموقة من أبلاندز)، حيث ولد توماس وعاش حتى أصبح في سن الـ23. شهدت طفولته رحلات صيفية دورية إلى لانستيفان حيث كان ذوي أمه سادس جيل يمارس الزراعة هناك. عاشت أسرة أمه، وليامسيس، في مزارع مثل وانفولخان، ولوينغوين، وميسغوين وبينيكود. استُحضرت ذاكرة فيرنهيل، وهي مزرعة الألبان التي تملكها خالته، آن جونز، في قصيدة غنائية بعنوان «فيرن هيل» عام 1945. أُصيب توماس في طفولته بالتهاب القصبات والربو وعانى منهما طيلة حياته. تساهلت والدة توماس معه واستمتع بكونه مدللًا، وهي صفة استمر بها إلى سن الرشد، وكان بارعًا في كسب الاهتمام والتعاطف. بدأ توماس تعليمه الرسمي في مدرسة السيدة هول المنزلية، وهي مدرسة خاصة تقع في ميرادور كريسنت، على بعد بضعة شوارع من منزله. وصف تجربته هناك في كتاب ذات صباح مبكر جدًا:
«لم يكن هناك مدرسة منزلية كمدرستنا، حازمة جدًا ولطيفة وتفوح منها رائحة الجرموق، مع الموسيقى اللطيفة والمتخبطة لدروس البيانو الصادرة من الطابق العلوي إلى غرفة المدرسة المفردة، حيث جلس فقط الماكر الباكي عقابًا على عدم إنجاز المسائل الحسابية، أو للتوبة من ارتكاب جريمة صغيرة –شد شعر الفتاة أثناء درس الجغرافيا، أو ركل أسفل الطاولة أثناء درس الأدب الإنجليزي.»
في أكتوبر 1925، التحق توماس بمدرسة سوانزي القواعدية للبنين، في ماونت بليزنت، حيث كان والده يدرس اللغة الإنجليزية. كان تلميذًا غير مميز وتهرب من المدرسة، مفضلًا القراءة. في عامه الأول، نُشرت إحدى قصائده في مجلة المدرسة، وأصبح محررًا لها قبل أن يغادر. خلال أعوامه الأخيرة في المدرسة، بدأ بكتابة الشعر في دفاتر، وكانت أول قصيدة كتبها بتاريخ 27 أبريل عام 1930 بعنوان «أوزيريس، تعال إلى إيزيس». في حزيران يونيو 1928، فاز توماس بسباق الميل في المدرسة، الذي أُقيم في ساحة سانت هيلين، وحمل معه صورة عن صحيفة فوزه حتى وفاته. في عام 1931، عندما كان في السادسة عشرة من عمره، غادر توماس المدرسة ليصبح مراسلًا لصحيفة ساوث ويلز ديلي بوست، ليترك العمل تحت وطأة الضغوط[بحاجة لتوضيح] بعد 18 شهرًا. استمر توماس في العمل صحفيًا مستقلًا لعدة أعوام، بقي في ذلك الوقت في كومدونكن درايف وواصل زيادة دفاتر ملاحظاته، وجمع 200 قصيدة في أربعة كتب بين عامي 1930 و 1934. من بين 90 قصائد نشرها، كتب نصفها خلال هذه الأعوام.

## روابط خارجية
- ديلان توماس على موقع IMDb (الإنجليزية)
- ديلان توماس على موقع الموسوعة البريطانية (الإنجليزية)
- ديلان توماس على موقع مونزينجر (الألمانية)
- ديلان توماس على موقع ميوزك برينز (الإنجليزية)
- ديلان توماس على موقع قاعدة بيانات برودواي على الإنترنت (الإنجليزية)
- ديلان توماس على موقع إن إن دي بي (الإنجليزية)
- ديلان توماس على موقع ديسكوغز (الإنجليزية)
- ديلان توماس على موقع قاعدة بيانات الفيلم (الإنجليزية)